# Thecocarcelia thrix
Thecocarcelia thrix är en tvåvingeart som först beskrevs av Townsend 1933.  Thecocarcelia thrix ingår i släktet Thecocarcelia och familjen parasitflugor. Inga underarter finns listade i Catalogue of Life.